# Annibale Fada
Annibale Fada (Collio, 29 aprile 1926 – Roma, 23 dicembre 1971) è stato un politico italiano.

## Biografia
Nato a Collio, in provincia di Brescia, durante la seconda guerra mondiale partecipò alla Resistenza. Nel dopoguerra si laureò in medicina e chirurgia, specializzandosi in radiologia e terapia fisica. Ha lavorato come medico ed è stato docente presso l'Università di Modena.
Esponente della Democrazia Cristiana, è stato deputato dal 1963 al 1968 per il collegio di Brescia. Nella successiva legislatura è stato eletto senatore nella circoscrizione Lombardia. È stato Sottosegretario per le finanze nel Governo Rumor I (1968-1969) e per il tesoro nel Governo Rumor II (1969-1970).
Morì improvvisamente da senatore in carica il 23 dicembre 1971, durante l'elezione del Presidente della Repubblica. Di conseguenza al XXII scrutinio la maggioranza assoluta richiesta per l'elezione scese a 504. Il giorno successivo fu proclamato eletto in sua sostituzione Giovanni Celasco, che partecipò al XXIII scrutinio, in cui poi fu eletto Giovanni Leone.